# Paradigma object-oriented
In ingegneria del software, l'espressione paradigma orientato agli oggetti o paradigma object-oriented si riferisce a un insieme di concetti introdotti dai linguaggi di programmazione orientati agli oggetti e in seguito estesi a numerosi altri contesti della information technology.

## Concetti fondamentali
I concetti fondamentali del paradigma object-oriented includono:
- classe
- oggetto
- incapsulamento
- ereditarietà
- polimorfismo

## Applicazioni

### Linguaggi di programmazione a oggetti
I concetti fondamentali del paradigma object-oriented furono inizialmente introdotti nei linguaggi di programmazione. La programmazione orientata agli oggetti rappresenta tuttora il paradigma di programmazione dominante nell'industria del software, e molte nuove tendenze stanno emergendo come sviluppo o estensione di questo paradigma.

### Linguaggi di modellazione a oggetti
I linguaggi di modellazione consentono di costruire modelli di sistemi software come strumenti di analisi e progetto. La diffusione della programmazione a oggetti ha portato all'emergere di numerosi approcci alla modellazione che fanno uso dei concetti fondamentali di classe, oggetto, ereditarietà e così via. Il linguaggio di modellazione object-oriented dominante è UML.

### Database a oggetti
Il successo del paradigma object-oriented nella programmazione ha portato a numerosi tentativi di applicare lo stesso paradigma nel contesto dei Database Management System. Sebbene sia opinione diffusa che lo standard dominante nel settore continuerà a essere quello relazionale, non mancano proposte di "OODBMS" (Object-Oriented Database Management System).